# Gorica pri Oplotnici
Gorica pri Oplotnici je naselje v Občini Oplotnica.
Razloženo, nekdaj vinogradniško naselje v podpohorskem delu Dravinjskih goric leži jugozahodno od Oplotnice, nad cesto Oplotnica-Slovenske Konjice, na podolgovatem, v smeri sever-jug potekajočem slemenu med potokoma Oplotniščico in Božjenico. V dolinah so travniki, na pobočju pa vinogradi z zidanicami, katerih lastniki so tudi prebivalci iz višje ležečih naselij v tem delu Pohorja. Gorica pri Oplotnici leži na nadmorski višini 390 m in ima 191 prebivalcev. 

## Promet
V Malahorni se od ceste, ki povezuje Oplotnico s Slovenskimi Konjicami odcepita dve lokalni cesti, ki proti severu skoraj vzporedno potekata skozi naselje, ter se zaključita na Goriški cesti, ki je od Brezja pri Oplotnici speljana v središče Oplotnice.